# Elio Fiorucci
Elio Fiorucci (pronúncia italiana: [ˈɛljo fjoˈruttʃi]; 10 de junho de 1935 - 19 de julho de 2015) foi um estilista italiano e fundador da marca de moda Fiorucci.
Começando no varejo aos 14 anos, ele mais tarde criou uma marca de moda que teve sucesso mundial durante as décadas de 1970 e 1980, tornando-se uma marca-chave da cena disco. Os ambientes de varejo que ele criou eram destinos em vez de simplesmente lugares para comprar roupas; sua loja em Nova York era conhecida por alguns como a diurna Studio 54 e dava espaço para artistas e criativos - incluindo Andy Warhol.
A Fiorucci é creditada por projetar e popularizar jeans stretch e por transformar o cenário da moda. Giorgio Armani descreveu-o como um revolucionário, acrescentando: "Ele estava sempre pronto a correr alguns riscos para realmente compreender o seu tempo".